# أندرو تشان
أندرو تشان (بالإنجليزية: Andrew Chan)‏ هو مهرب مخدرات أسترالي، ولد في 12 يناير 1984 في سيدني في أستراليا، وتوفي في 29 أبريل 2015 في نوسا كامبانجان في إندونيسيا بسبب إعدام رميا بالرصاص.